# Nécropole d'Arroyo de la Luz
La nécropole d'Arroyo de la Luz (en espagnol : Necrópolis [visigoda] de Arroyo de la Luz) est une nécropole wisigothique située à Arroyo de la Luz, dans la province de Cáceres, en Estrémadure.
La nécropole se compose de huit tombes anthropomorphes creusées dans la roche granitique. Les tombes datent de l'Antiquité tardive et furent réutilisées à l'époque wisigothique.